# 임성아
임성아(任晟娥,1984년 3월 20일 ~ )는 대한민국의 여자 골프 선수이다.

## 개요
신장은 164cm이다. 아버지는 임용원이며, 3남매 가운데 막내이다. 내성적인 성격이라고 한다. 세화여자중학교, 세화여자고등학교를 졸업하고 연세대학교에 진학하였다. 부산 아시안 게임에서 금메달을 획득하였고, 2006년에 LPGA 첫 우승을 하였다.
LPGA 우승으로 미국에서의 골퍼로서 성공 가도를 달릴 것으로 예상되었으나, 2007년 이후에 갑자기 슬럼프가 찿아왔다. 슬럼프 극복을 위해 미국에서 다시 한국으로 돌아와 K-LPGA에 참가하였다.
2009년 11월 제주에서 열린 KLPGA 투어 대신증권토마토투어 한국여자마스터스에서 초청선수로 출전해 공동 9위에 올랐다. 2009년 2월 초 열린 K-LPGA 투어에서 25위에 올랐다.

## 출신 학교
- 세화여자중학교
- 세화여자고등학교
- 연세대학교

## 수상 내역
- 2006 	LPGA투어 플로리다스 내추럴채러티챔피언십 우승
- 2002 	아시안게임 금메달
- 2001 	제1회 스포츠서울·타이거풀스 토토 여자오픈골프 우승
- 2001 	한국여자아마추어선수권대회 우승
- 2001 	익성배 중고대회 우승
- 2000 	그린배 중고대회 우승
- 2000 	중고연맹 협회장배 우승

## 가족
- 임용원